# Bianca Salgueiro
Bianca Salgueiro de Melo (Río de Janeiro, 6 de enero de 1994) es una actriz brasileña. Se clasificó en el primer puesto en el vestibular de la Universidad del Estado de Río de Janeiro (UERJ) entre los 45 000 registrados para la admisión en el año 2012, compitiendo en el curso de Ingeniería química.

## Filmografía

### Televisión
| Año       | Título                      | Personaje                        |
| --------- | --------------------------- | -------------------------------- |
| 2005-2006 | Clara e o Chuveiro do Tempo | Clara Mendes                     |
| 2006      | JK                          | Maria Estela Kubitschek (niña)   |
| 2006-2007 | Vidas opuestas              | Letícia de Souza                 |
| 2009-2010 | Cuna de gato                | Eurídice de Brito                |
| 2011-2012 | Fina estampa                | Carolina Fernandes Prado         |
| 2013-2014 | Malhação                    | Anita Allende                    |
| 2016      | A Lei do Amor               | Carmem da Silva Leitão (1ª fase) |